# Harmothoe glomerosa
Harmothoe glomerosa är en ringmaskart som beskrevs av Imajima 1997. Harmothoe glomerosa ingår i släktet Harmothoe och familjen Polynoidae. Inga underarter finns listade i Catalogue of Life.